# Bledzew (plaats)
Bledzew (Duits:Blesen) is een dorp in het Poolse woiwodschap Lubusz, in het district Międzyrzecki. De plaats maakt deel uit van de gemeente Bledzew en telde in 2011 1137 inwoners.

## Geografie
Bledzew ligt aan de rand van de historische regio Groot-Polen, aan de linkeroever van rivier de Obra en ca 15 km ten noordwesten van Międzyrzecz.

## Geschiedenis

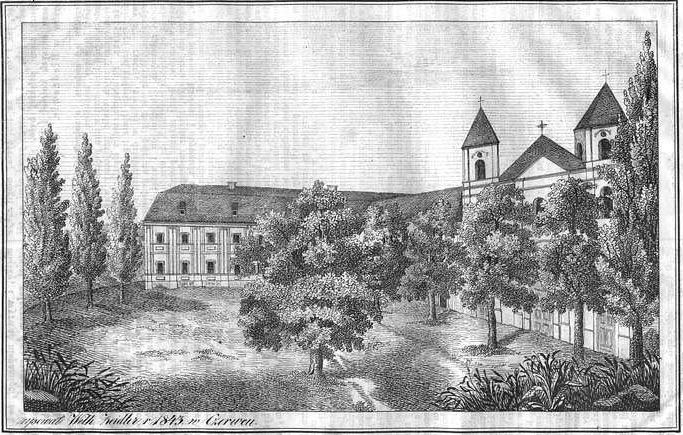
Cisterciënzer abdij van Bledzew in 1843.

De plaats is gesticht in de jaren 1230 door de Piastische hertog Władysław Odonic van het hertogdom Groot Polen. Bledzew kreeg stadsrechten in 1458.
Als gevolg van de Tweede Poolse Deling werd Bledzew geannexeerd door het koninkrijk Pruisen, en vanaf 1815 onderdeel van het Groothertogdom Posen.
Na de Tweede Wereldoorlog en het invoeren van de Oder-Neissegrens werd Bledzew (weer) onderdeel van Polen en werden de Duitse inwoners verdreven.

## Monumenten
- Watermolen uit de 18e eeuw.
- St. Catharinakerk, van baksteen, deels uit begin 15e eeuw, herbouwd in 1880.
- diverse huizen

## Sport en recreatie
De Europese wandelroute E11loopt door Bledzew. de E11 loopt van Scheveningen via Duitsland, Polen en de Baltische staten naar Tallinn. De E11 komt het dorp binnen vanuit het noorden vanaf Lubniewice via de buurtschap Pniewo en loopt verder zuidwaarts richting Chycina.

## Galerij

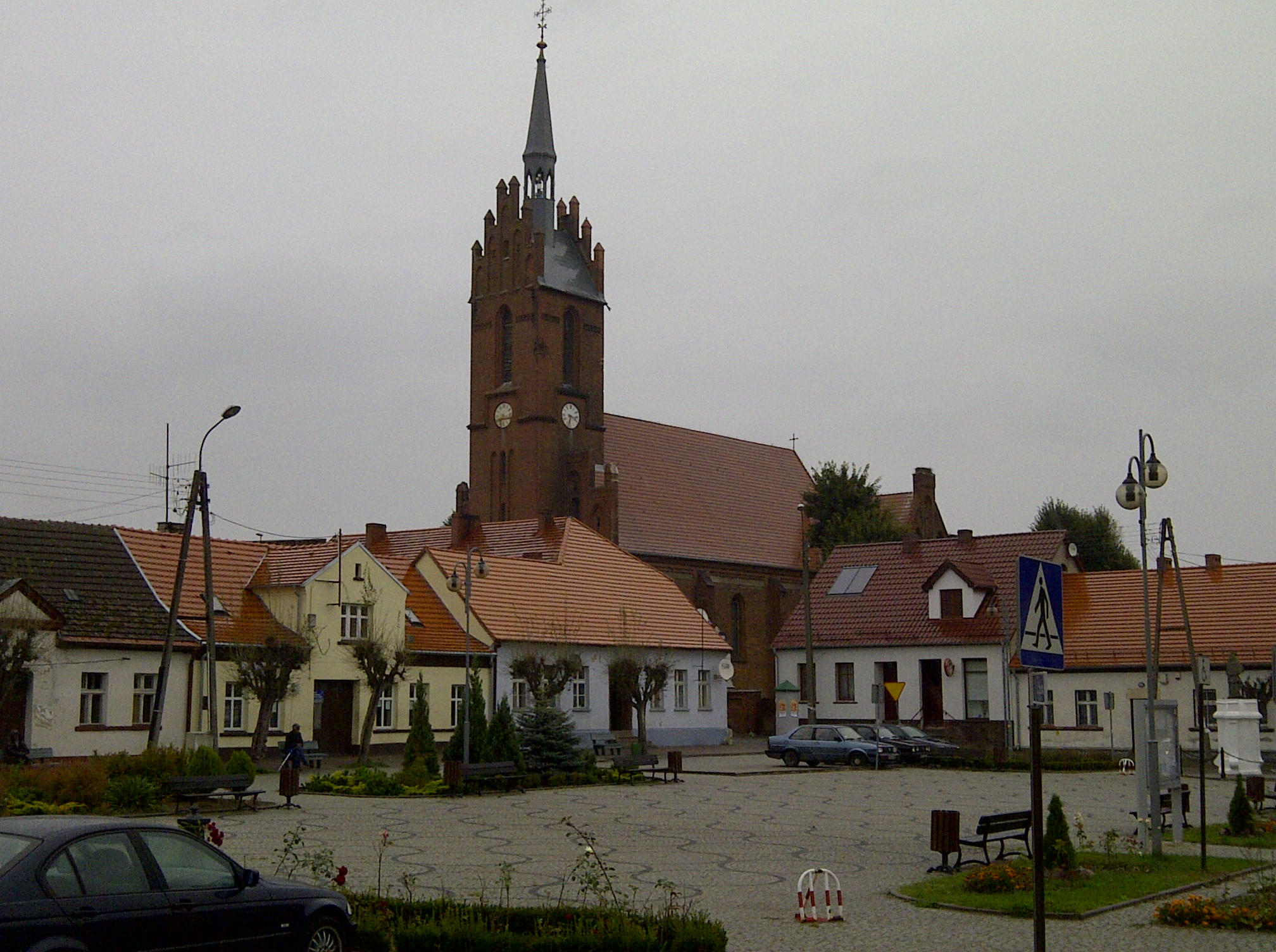
Het centrale plein
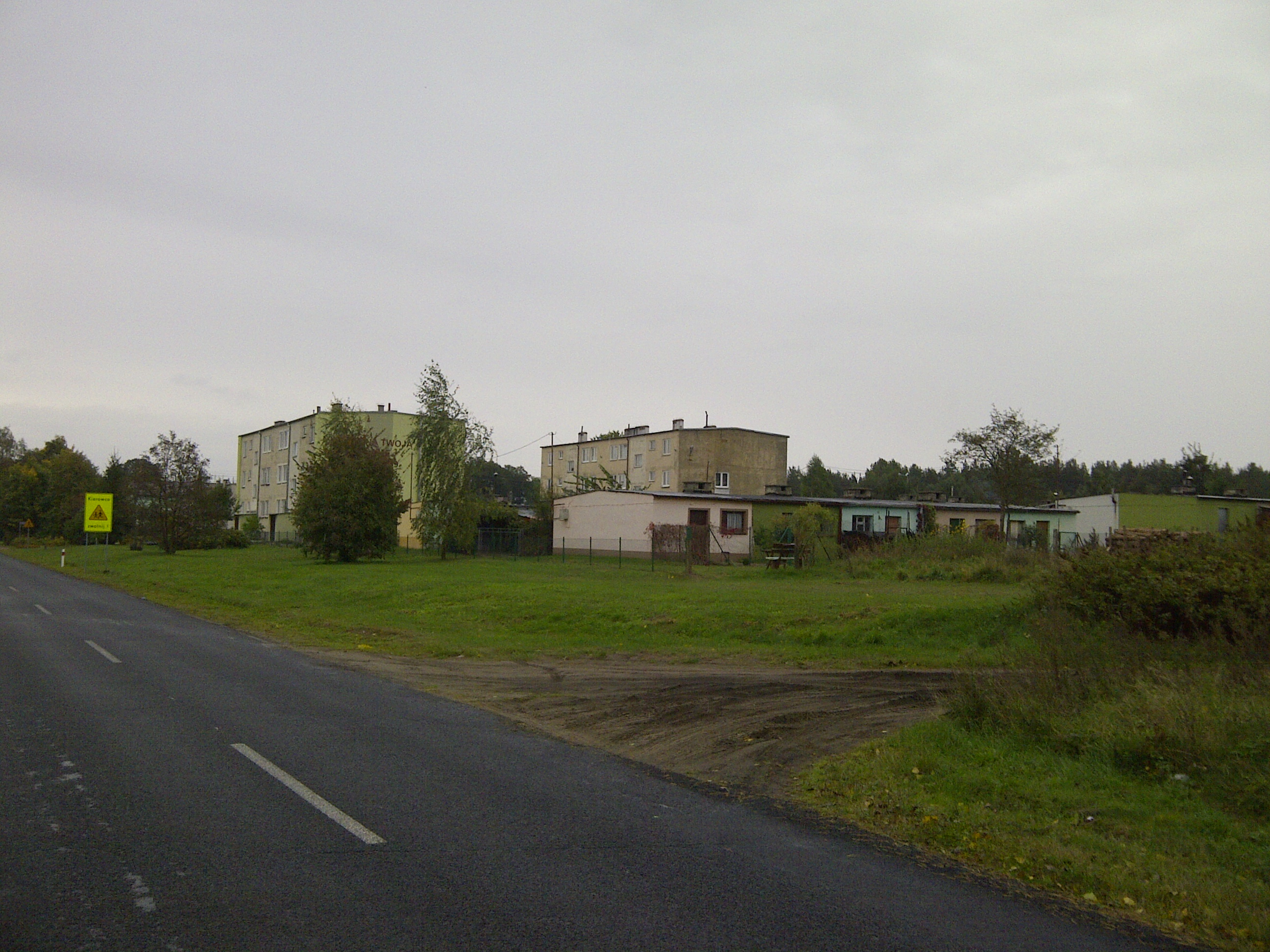
Flats in Bledzew
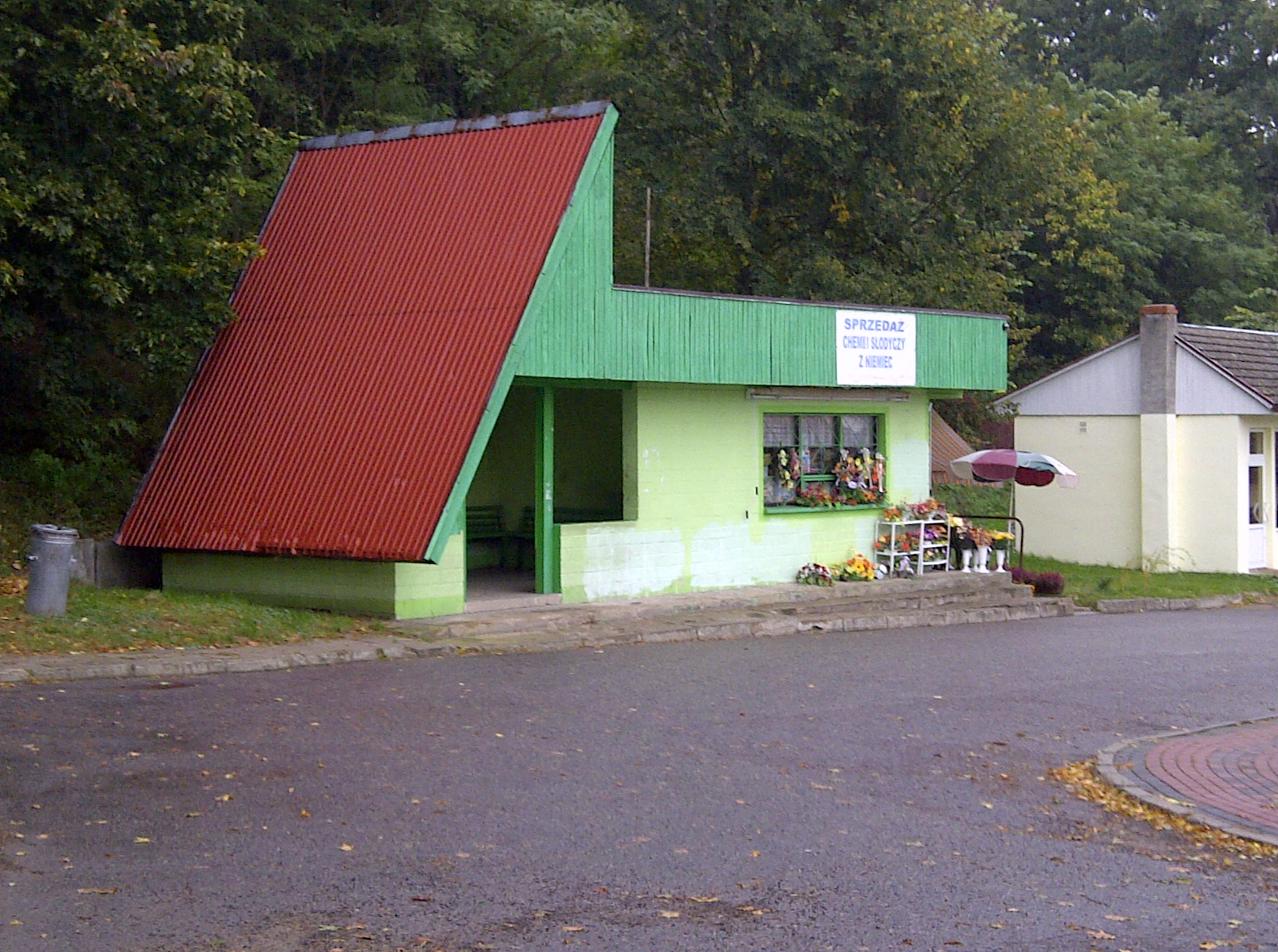
De centrale bushalte